# Andreas Hackethal (Politiker)
Andreas Hackethal (* 1975 in Hermeskeil) ist ein rheinland-pfälzischer Politiker der CDU. Er war seit dem 1. September 2011 Bürgermeister der verbandsfreien Gemeinde Morbach im Hunsrück.
2019 erfolgte die Wiederwahl als Bürgermeister. Seit 1. März 2025 ist er Landrat des Landkreises Bernkastel-Wittlich.

## Werdegang
Hackethal wurde geboren in Hermeskeil und ist aufgewachsen in Morbach. Von 1981 bis 1985 besuchte er die Grundschule Morbach, von 1985 bis 1994 das Nikolaus-von-Kues-Gymnasium in Bernkastel-Kues und legte dort 1994 das Abitur ab.
Von 1994 bis 1995 leistete er Grundwehrdienst bei der Bundesmarine in Rostock/Warnemünde.
1995 erfolgte die Aufnahme des Studiums der Rechtswissenschaften an der Universität Trier.
1998/1999 folgte ein Teilstipendium an der University of East Anglia in Norwich (Großbritannien)
und 2001 der Abschluss des Studiums mit Erstem Staatsexamen.
2004 erfolgte die Zulassung als Rechtsanwalt in Trier.

## Privates
Hackethal wohnt mit seiner Ehefrau in Bernkastel-Kues. Sie haben zwei Kinder.